# 切爾西電視
切爾西電視（Chelsea TV）是英超聯賽球隊切爾西足球俱樂部所運營的其官方電視頻道。於2001年8月開始在Sky Digital（天空數字電視）播出。後來也開始在維珍媒體和Setanta Sports等有線電視頻道開始播出。於每日上午10時到午夜期間播出節目。

## 主要節目
- 英超切爾西、Chelsea In Europe（播出切爾西的最新賽事）
- Blue's News（關於切爾西的最新新聞）
- Classic Chelsea（播出切爾西的經典比賽）

此外還會播出紀錄片節目，以及轉播切爾西年度最佳球員頒獎式。

## 外部連結
- Chelsea FC Official Website （页面存档备份，存于）